# ¡Chao, don Antonio Barracano!
¡Chao, don Antonio Barracano! (Il sindaco del rione Sanità en su título original) es una obra de teatro de Eduardo De Filippo, que data de 1960.

## Argumento
La obra nos presenta la historia de Don Antonio Barracano, una especie de padrino, que junto a su familia gobierna el barrio napolitano de La Sanità. Tan solo, su colaborador de muchos años el doctor Fabio Della Ragione, es su único opositor en su modo de ejercer la justicia.Finalmente Barranco será apuñalado, en uno de sus muchos conflictos de intereses, lo que provocará que realice una cena donde se juntarán tanto los miembros de su familia, como sus enemigos (tanto los que le han traicionado, como los que le han herido).Durante el transcurso de la cena, morirà y todos piensen que ha sido de forma natural como producto del salvaje apuñalamiento.Pero, el médico Fabio se negará a firmar el certificado de muerte y es entonces cuando contará toda la verdad rompiendo así el silencio que la mafia impone.

## Estreno en España
- Teatro Ramon Carrión, Zamora, 10 de septiembre de 1974.
  - Dirección: Alfonso Paso.
  - Escenografía: Emilio Burgos.
  - Intérpretes: Antonio Garisa, Pablo Isasi, Manuel Luque, Miguel de Grandy, Ricardo Espinosa, Francisco Lahoz, Jesus Molina, Julio Oller, Isabel Gallardo, Esther Gala.